# Siniestro total

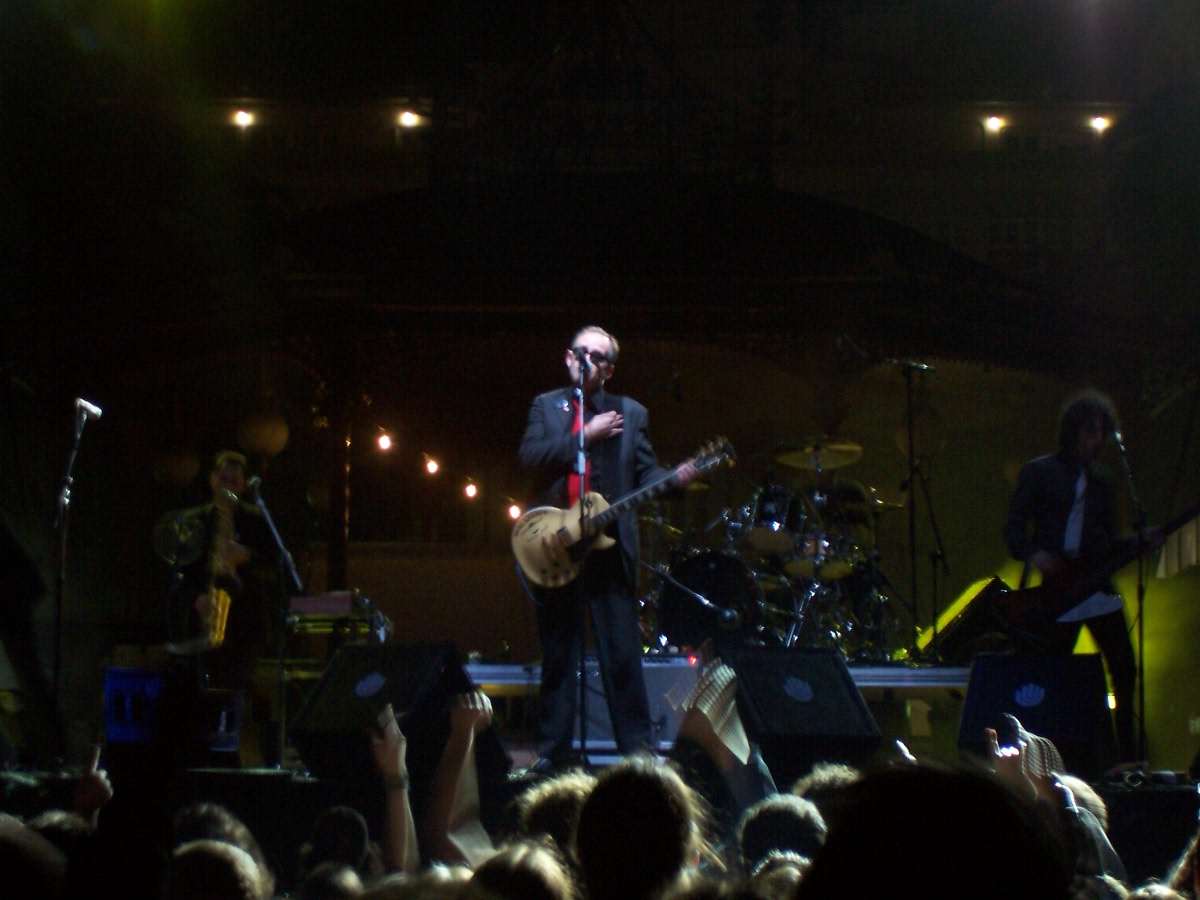
Siniestro total

Siniestro Total ist eine galicische Punkrock-Band aus Vigo (Spanien). Die Gruppe wurde 1981 von Julián Hernández, Alberto Torrado und Miguel Costas gegründet. Nach zahlreichen wechselnden Besetzungen setzt sich die Band im Moment aus Julián Hernández, Javier Soto, Óscar G. Avendaño, Ángel González und Jorge Beltrán zusammen.

## Stil
Ihr erstes Album, ¿Cuándo se come aquí?, besteht aus äußerst kurzen Liedern mit einem klaren Punk-Stil. Im zweiten Album, Siniestro Total II: El Regreso, sind die Songs überwiegend punklastig, aber die Variation der Instrumente wird größer. Beim dritten Album, Menos mal que nos queda Portugal wird aus dem punkigen Stil mehr der klassische Rock, den man zum Beispiel bei den Rolling Stones beobachten kann – die Songtexte sind jedoch weiter nach dem bisherigen Stil. Beim vierten, Bailaré sobre tu tumba wird der Rockstil beibehalten. Album fünf und sechs, De hoy no pasa und Me gusta cómo andas, sind ausgezeichnet durch eine Musik die deutlich softer ist und eher poplastig, doch weiterhin bleibt man der Machart der Songtexte treu.
Das siebte, En beneficio de todos kehren sie zu ihren Rock-Wurzeln zurück und auch die Texte werden umfangreicher und tiefsinniger. Nummer acht und neun, Made in Japan und Policlínico miserable, kennzeichnen härteren Rock (sogar Heavy Metal), und die Songtexte sind düsterer. Im zehnten Studioalbum, Sesión vermú wird der Rock wieder sanfter. Nach zehn rocklastigen Alben kommt mit Album Nummer elf eine überraschende Wendung, La historia del blues, auf einmal spielen sie Blues, basierend auf den Songtexten von (Jack Griffin). Dies liegt wohl vor allem an der deutlichen Veränderung der Besetzung und dem Wunsch, nach über 20 Jahren Bandgeschichte mal etwas Neues zu versuchen. Mit dem zwölften und bisher letzten Album Popular, democrático y científico kehren sie ihren Fans zuliebe dann doch zu Rockmusik zurück, mit Grunge-Elementen.

## Aktuelle Besetzung
- Julián Hernández – E-Gitarre, Gesang
- Javier Soto – E-Gitarre, Hintergrundgesang
- Óscar G. Avendaño – Bass, Hintergrundgesang
- Ángel González – Schlagzeug
- Jorge Beltrán – Saxophone, Hintergrundgesang

### Gründungsmitglieder
- Gründungsformation (1981)
  - Miguel Costas – Gesang
  - Alberto Torrado – E-Gitarre, Bass, Hintergrundgesang
  - Julián Hernández – Synthesizer

- Erste Formation (1981–1983)
  - Germán Coppini – Gesang
  - Miguel Costas – E-Gitarre, Hintergrundgesang
  - Alberto Torrado – Bass, Hintergrundgesang
  - Julián Hernández – Schlagzeug, Hintergrundgesang

- Zweite Formation (1983–1985)
  - Miguel Costas – E-Gitarre, Gesang
  - Alberto Torrado – Bass, Hintergrundgesang
  - Julián Hernández – Schlagzeug, Hintergrundgesang

- Dritte Formation (1985–1987)
  - Miguel Costas – E-Gitarre, Gesang
  - Javier Soto – E-Gitarre, Hintergrundgesang
  - Alberto Torrado – Bass, Gesang
  - Julián Hernández – Schlagzeug, Gesang

- Vierte formation (1987–1988)
  - Xoxe – E-Gitarre, Gesang
  - Julián Hernández – E-Gitarre, Gesang
  - Javier Soto – E-Gitarre, Hintergrundgesang

- Fünfte Formation (1988–1994)
  - Miguel Costas – E-Gitarre, Gesang
  - Julián Hernández – E-Gitarre, Gesang
  - Javier Soto – E-Gitarre, Gesang
  - Segundo Grandío – Bass, Hintergrundgesang
  - Ángel González – Schlagzeug

- Sechste Formation (1994–1996)
  - Julián Hernández – E-Gitarre, Gesang
  - Javier Soto – E-Gitarre, Hintergrundgesang
  - Segundo Grandío – Bass, Hintergrundgesang
  - Ángel González – Schlagzeug

- Siebte Formation (1996–2001)
  - Julián Hernández – E-Gitarre, Gesang
  - Javier Soto – E-Gitarre, Hintergrundgesang
  - Segundo Grandío – Bass, Hintergrundgesang
  - Ángel González – Schlagzeug
  - Jorge Beltrán – Saxophone, Hintergrundgesang

## Diskografie

### Studioalben
- ¿Cuándo se come aquí? (1982)
- Siniestro Total II: El Regreso (1983)
- Menos mal que nos queda Portugal (1984)
- Bailaré sobre tu tumba (1985)
- De hoy no pasa (1987)
- Me gusta cómo andas (1988)
- En beneficio de todos (1990)
- Made in Japan (1993)
- Policlínico miserable (1995)
- Sesión vermú (1997)
- La historia del blues (2000)
- Popular, democrático y científico (2005)
- Country & Western (2010)

### Livealben
- Ante todo mucha calma (1992)
- Cultura popular (1997)
- Así empiezan las peleas (1997)

### Kompilationen
- Gran D Sexitos (1986)
- Héroes de los ochenta (1990)
- Trabajar para el enemigo (1992)
- Ojalá estuvieras aquí (1993)
- Gato por liebre (1997)
- L’asturianu muévese (1997)
- La edad de oro del pop español (2001)
- ¿Quiénes somos? ¿De dónde venimos? ¿A dónde vamos? (2002)